# Vacchi Piedmont Glacier
Vacchi Piedmont Glacier är en glaciär i Antarktis. Den ligger i Östantarktis. Nya Zeeland gör anspråk på området. Vacchi Piedmont Glacier ligger 25 meter över havet.
Terrängen runt Vacchi Piedmont Glacier är huvudsakligen kuperad, men åt sydväst är den platt. Havet är nära Vacchi Piedmont Glacier söderut. Trakten är obefolkad. Det finns inga samhällen i närheten.